# Paul Friedrich Posenenske
Paul Friedrich Posenenske (* 9. September 1919 in Breslau; † April 2004) war ein deutscher Architekt des Funktionalismus.

## Leben

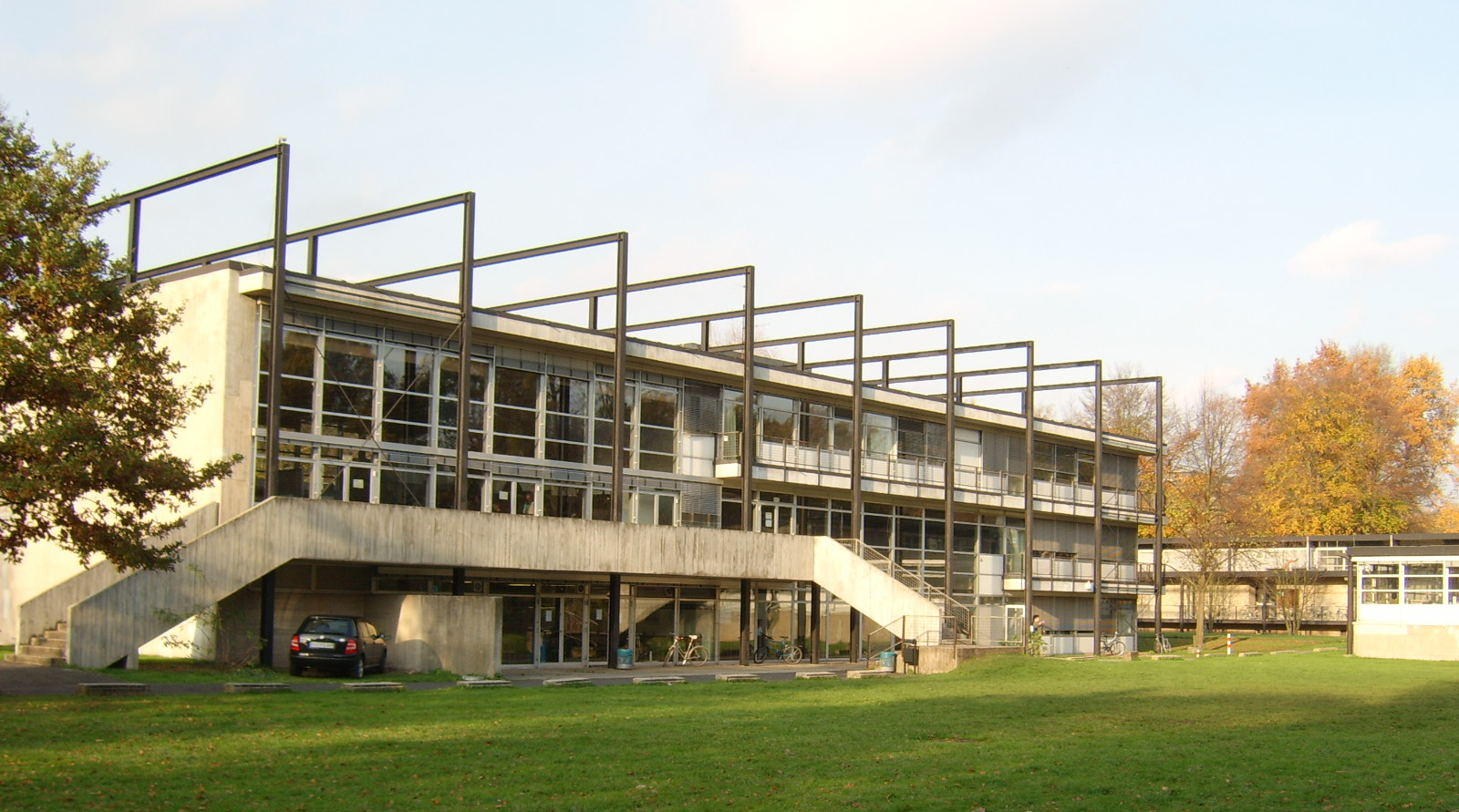
Kunsthochschule Kassel, Arbeitsplatz und 1962 fertiggestelltes Werk Posenenskes

Posenenske studierte von 1936 bis 1941 an der Technischen Hochschule Breslau und an der Technischen Hochschule Berlin und arbeitete ab 1945 bei diversen hessischen Staatsbauämtern. Dort entwarf er vor allem Schulbauten, die sich durch eine für die Moderne sehr komplexe und diffizile Formensprache auszeichnen. Bei vielen Bauten wurden auch Künstler eingebunden, für Kunstwerke wie für die Farbgebung. Als Leiter des Staatsbauamtes Offenbach entwickelte er das Konzept des flurlosen Schulbaus.
Die Studentenwohnheime in Frankfurt waren hingegen sehr puristisch und folgten der von Ferdinand Kramer an der Universität Frankfurt eingeführten Formensprache. Ab 1958 war Posenenske Professor an der Staatlichen Hochschule für bildende Künste in Kassel. Im gleichen Jahr richtete er eigene Architekturbüros in Offenbach am Main und Kassel ein.
Paul Friedrich Posenenske war mit der Malerin und Bildhauerin Charlotte Posenenske verheiratet. Nach seiner Scheidung heiratete er erneut und lebte mit seiner Frau und drei Töchtern im Offenbacher Haus. 1987 zog er mit seiner Frau nach Pottum im Westerwald, wo er bis zu seinem Tod arbeitete und lebte.

## Werk (Auswahl)

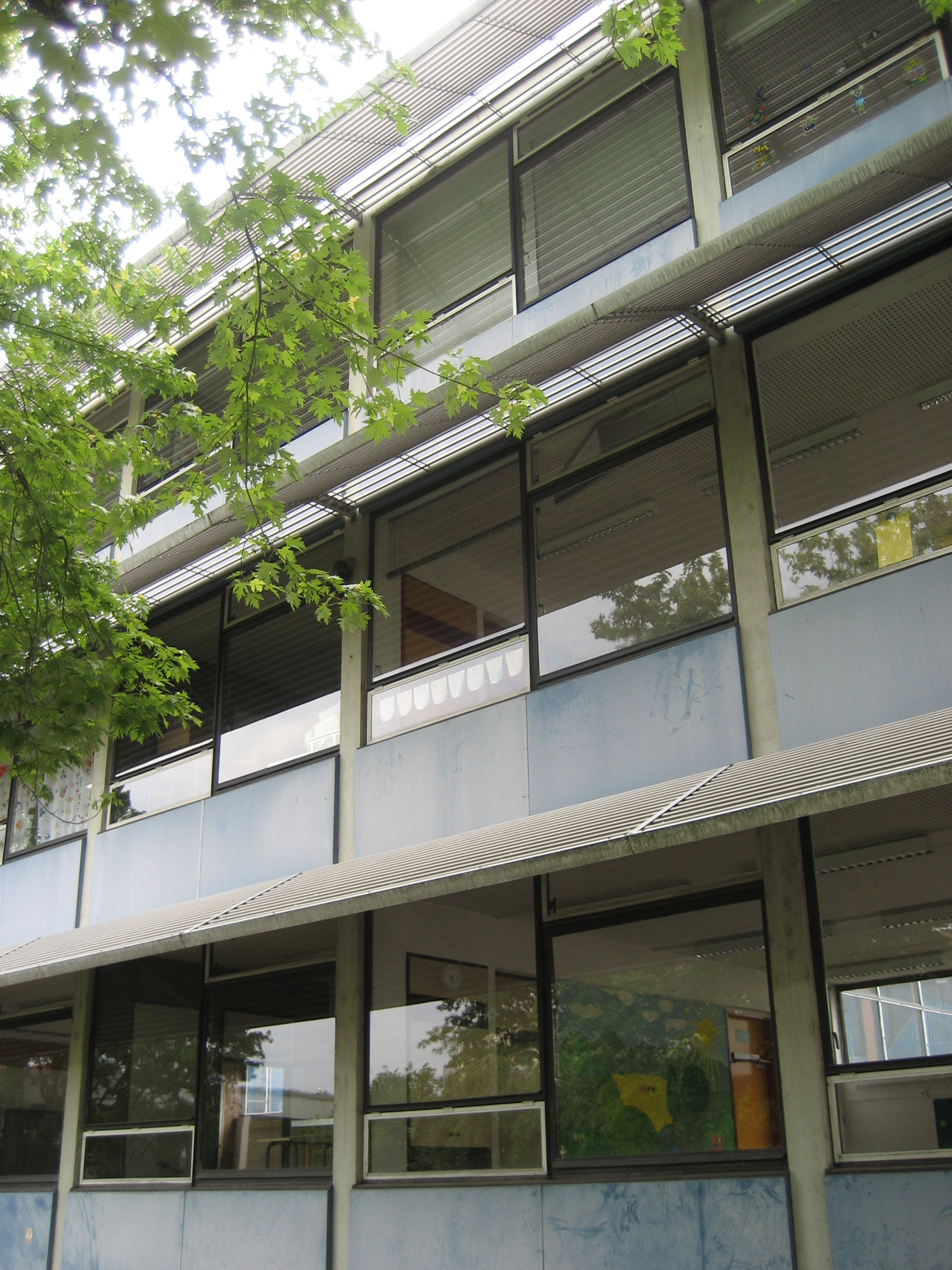
Humboldtschule Offenbach (zusammen mit Fritz Novotny von Novotny Mähner Assoziierte)

- Trauerhalle, Groß-Gerau (1952–1953)
- Wohnhaus, Schneidhain/Königstein Ts. (1952–1954)
- Wiederaufbau des Isenburger Schlosses, Offenbach (1952–1956)
- Humboldtschule, Offenbach (1952–1957)
- Volksschule, Zeppelinheim (1953–1954)
- Deutscher Wetterdienst, Offenbach (1955–1957, abgerissen)
- Kunsthochschule Kassel, heute zur Universität Kassel (1960–1969)
- Wiederaufbau des Schlosses Wilhelmshöhe in Kassel (1961)
- Evangelische Kirche, Hassenroth (1961–1967)
- Studentenwohnheim Ginnheimer Landstraße, Frankfurt (1962–1969)
- Friedhofshalle Rumpenheim, Offenbach 1972
- Evangelisch-lutherische St. Paulus-Gemeinde, Burgdorf (1973)
- Wohnhaus Posenenske in der Radfeldstraße, Offenbach (1973)
- Wohnanlage (aus Wettbewerb „Elementa 72“), Bonn 1972
- Wohnhaus in Pottum/Westerwald (Umbau 1986–1987, ausgezeichnet als „Haus des Jahres 1991“)

## Auszeichnungen
- Im November 1954 wurde die Volksschule in Zeppelinheim von einer Jury, die vom Bund Deutscher Architekten und dem Hessischen Minister der Finanzen einberufen war, als „vorbildlicher Bau im Lande Hessen“ ausgezeichnet. Der Jury gehörten folgende Architekten an: Werner Hebebrand, Konrad Rühl, Sep Ruf und Ernst Zinsser.[1]
- Als erstem Architekten wurde Posenenske 2001 der Hessische Kulturpreis verliehen.

## Schriften
- Paul Posenenske. Architekt. Verlag Jochen Rahe, 1992, ISBN 3-9803080-0-6 (Werkmonografie als Taschenbuch, 136 Seiten)
- Baumanagement Hessen – 60 stolze Jahre. Von der Staatsbauverwaltung zum modernen Baumanagement.